# Gitanopsis alvina
Gitanopsis alvina is een vlokreeftensoort uit de familie van de Amphilochidae. De wetenschappelijke naam van de soort is voor het eerst geldig gepubliceerd in 1996 door Bellan-Santini & Thurston.